# Lula Mae Hardaway
Lula Mae Hardaway (née le 11 janvier 1930 à Eufaula en Alabama - morte le 31 mai 2006 à Los Angeles en Californie) était la mère de l'auteur-compositeur-interprète Stevie Wonder, et parolière pour certaines de ses chansons.
En 1971, elle reçoit une nomination lors de la 13e cérémonie des Grammy Awards, étant créditée sur la chanson Signed, Sealed, Delivered I'm Yours.

## Éléments biographiques
Née le 11 janvier 1930 à Eufaula en Alabama d'une mère adolescente, celle-ci préfère confier son enfant à son oncle, Noble Hardaway, et sa tante, un couple d'agriculteurs qui l'élèveront comme leur propre fille.
Sa jeunesse est marquée par la pauvreté et l'exploitation : au décès du couple qui l'avait accueillie, elle passe de foyer en foyer.
À l'âge de 15 ans, elle part travailler dans une usine de couture dans la région de Chicago. Elle s'installe ensuite à Saginaw dans le Michigan et rencontre celui qui devient son mari, Calvin Judkins, un homme de trente ans son aîné, qui sera le père de ses enfants. Alcoolique, il la bat et la force à se prostituer pour subvenir aux besoins de la famille. Elle finit par fuir à Détroit, divorce et retrouve du travail. C'est là que son fils Stevland Hardaway Judkins, alors âgé de 10 ans, commence à chanter dans la rue. Repéré par Ronnie White, membre fondateur des Miracles, celui-ci le présente à Berry Gordy Jr., CEO de Motown Records, qui lui offre un contrat d'enregistrement qu'il aura négocié avec sa mère et le surnomme Little Stevie Wonder.
Lula Hardaway co-écrit plusieurs chansons avec son fils durant son adolescence, dont les singles I Was Made to Love Her, You Met Your Match et I Don't Know Why. Elle est également créditée sur la chanson Signed, Sealed, Delivered I'm Yours en compagnie de son fils, Syreeta Wright et Lee Garrett (en), titre pour lequel ils seront nommés en 1971 lors de la 13e cérémonie des Grammy Awards dans la catégorie Meilleure chanson R&B. En 2017, Lee Garrett précisera qu'il s'agissait simplement d'un cadeau de Wonder à sa mère, celle-ci n'ayant pas réellement participé à l'écriture du morceau.
Elle est présente aux côtés de son fils en 1974 lorsque celui-ci reçoit son premier Grammy Award pour l'album Innervisions durant la 16e cérémonie des Grammy Awards.
Elle déménage à Los Angeles en Californie en 1975 où elle réside jusqu'à sa mort le 31 mai 2006. Les funérailles se tiennent en l'Église de Dieu en Christ de West Angeles où Berry Gordy prend la parole et Yolanda Adams interprète des titres gospel. Stevie prononce l'éloge funèbre et chante le titre I Won't Complain, un morceau gospel ayant pour thèmes la foi, le courage et la gratitude. Elle repose au Forest Lawn Memorial Park à Glendale en Californie.
Lula Hardaway avait 5 frères et sœurs (Effie Maybell Rhodes, Minnie Askew, Arthur Hardaway, Mary Ann Thomas et Herman Hardaway), 6 enfants (Stevland, Milton, Calvin, Timothy, Renee et Larry) et 20 petits et arrière-petits-enfants.

## Discographie en tant que parolière
Informations issues de Discogs et SecondHandSongs sauf mention complémentaire.
| Année | Titre                               | Album                       |
| 1967  | I Was Made to Love Her              | I Was Made to Love Her      |
| 1968  | Why Don't You Lead Me To Love       | /                           |
| 1968  | Ain't No Lovin'                     | For Once in My Life         |
| 1968  | I Don't Know Why                    | For Once in My Life         |
| 1968  | I Wanna Make Her Love Me            | For Once in My Life         |
| 1968  | You Met Your Match                  | For Once in My Life         |
| 1970  | Anything You Want Me To Do          | Signed Sealed and Delivered |
| 1970  | I Gotta Have a Song                 | Signed Sealed and Delivered |
| 1970  | Signed, Sealed, Delivered I'm Yours | Signed Sealed and Delivered |